# يانغ يانغ (منافس ألعاب قوى)
يانغ يانغ (بالصينية: 楊洋) هو منافس ألعاب قوى صيني، ولد في 26 يونيو 1991.

## وصلات خارجية
- يانغ يانغ على موقع الاتحاد الدولي لألعاب القوى (الإنجليزية)